# Alsazia-Lorena
L'Alsazia-Lorena (in tedesco: Elsaß-Lothringen; in francese: Alsace-Lorraine; in dialetto alsaziano Elsaß-Lothringe) è una regione storica lungamente contesa tra Germania e Francia ed oggi facente parte di quest'ultima. Le sue città principali sono Strasburgo, Metz e Colmar.

## Geografia
Il nome della regione rivela che il territorio consta di due regioni geografiche distinte: l'Alsazia e parte della Lorena. L'Alsazia è una lunga striscia di terra che si sviluppa in direzione N-S, delimitata dal Reno ad est e dai Vosgi ad ovest, mentre la Lorena è un territorio collinoso ad idrografia complessa che costituisce la parte settentrionale dell'attuale regione geografica francese dello stesso nome; quest'ultima, tuttavia, si sviluppa per gran parte al di fuori dei confini dell'Alsazia-Lorena storica.
La regione è oggi compresa tra i dipartimenti francesi dell'Alto Reno, del Basso Reno e della Mosella.

## Storia
La regione dell'Alsazia-Lorena ha spesso costituito una regione di frontiera ed è stata quindi esposta nel corso della storia a numerose occupazioni e cambiamenti di sovranità. Solo nel Medioevo e in parte dell'era moderna è stata indipendente. Parte del Sacro Romano Impero Germanico, passò sotto il controllo francese ad opera di Luigi XIV di Francia nella seconda metà del XVII secolo.
Per quanto riguarda i tempi più recenti, in soli 75 anni, dal 1871 al 1945, l'Alsazia-Lorena ha cambiato nazione per ben quattro volte.

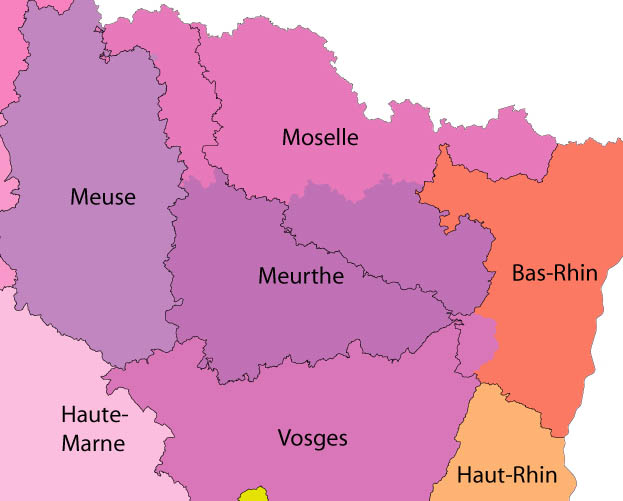
Con l'annessione tedesca del 1871 il confine tagliò in due i dipartimenti francesi dell'Alto Reno, dei Vosgi, della Meurthe e della Mosella

### IlReichslandAlsazia-Lorena (1871-1918)
L'Alsazia-Lorena come unità amministrativa sorse quando, in seguito alla guerra franco-prussiana del 1870/71, il territorio passò al neocostituito Impero tedesco per effetto del Trattato di Francoforte. In particolare passarono alla Germania i dipartimenti del Basso Reno (nella sua totalità) e Alto Reno (eccetto l'area intorno a Belfort e Montbéliard), nonché una piccola parte del dipartimento dei Vosgi, quattro quinti del dipartimento della Mosella e il terzo settentrionale della Meurthe. Fu allora che le parti rimanenti dei dipartimenti della Mosella e della Meurthe scampate all'annessione tedesca vennero fuse nel nuovo dipartimento della Meurthe-et-Moselle.
La frontiera occidentale dell'Alsazia-Lorena venne stabilita lungo i Vosgi e le alture della Mosella in aderenza al confine linguistico franco-tedesco (i dialetti alsaziani e mosellani appartengono difatti alla regione linguistica tedesca), con alcune eccezioni. Venne infatti inglobata nell'impero tedesco l'area francofona di Metz, con circa 200 000 lorenesi di lingua francese, circostanza che avrebbe costituito motivo di tensioni fra Francia e Germania nei decenni successivi. Parte dell'Alsazia storica (il Territorio di Belfort) rimase invece alla Francia, sia per motivi linguistici, sia perché la cittadella aveva eroicamente resistito per tutta la durata della guerra all'assedio prussiano.
Dal punto di vista amministrativo, l'Alsazia-Lorena venne eretta a Reichsland ("Territorio dell'Impero") con capitale Strasburgo. Di fatto la regione venne amministrata direttamente dal Reich per mezzo di un apposito ministero come un territorio occupato, ossia senza status di Land (stato federale) e senza una propria costituzione (ma con diritto di voto al Reichstag). In questo modo i politici prussiani e la dinastia degli Hohenzollern vollero porre le basi della germanizzazione della regione, che seppur abitata in maggior parte da genti di lingua tedesca era stata a lungo tempo parte del Regno di Francia. Molti francesi decisero quindi di emigrare, principalmente a Belfort.
Solo nel 1911 l'Alsazia-Lorena venne dotata di una propria costituzione e bandiera ed equiparata agli altri stati federati tedeschi. Venne anche creato un parlamento bicamerale: la prima camera era costituita da membri delle camere di commercio e dell'agricoltura, delle università, dei tribunali e delle comunità religiose; la seconda era invece eletta a suffragio universale con mandato quinquennale.
Allo scoppio della prima guerra mondiale, molti lorenesi e alsaziani vennero inviati sul fronte orientale o nella Kaiserliche Marine per evitare possibili fraternizzazioni con soldati francesi o scontri con parenti in Francia.

### Periodo interbellico francese (1919-1940)
In seguito alla prima guerra mondiale l'Alsazia-Lorena si proclamò dapprima indipendente nel novembre 1918, ma dopo una settimana le truppe francesi occuparono il territorio e sciolsero il Reichsland il 17 ottobre 1919. Vennero espulsi tutti i tedeschi che si erano insediati nel territorio dopo il 1871 e i loro discendenti. La politica centralizzatrice di Parigi causò i primi malcontenti tra le genti dell'Alsazia-Lorena e ben presto sorsero i partiti autonomisti alsaziani, che raggiunsero la maggioranza assoluta dei voti in tutti i collegi dell'Alsazia. I politici e i deputati favorevoli all'autonomia della regione vennero puniti spesso con pene detentive; il leader del partito autonomista Karl Roos venne invece giustiziato a Nancy il 7 febbraio 1940 per presunte attività di spionaggio.

### Occupazione tedesca (1940-1945)
Con l'invasione tedesca della Francia nella seconda guerra mondiale, dal 19 giugno 1940 la Wehrmacht occupò l'Alsazia-Lorena, che venne inglobata nel Terzo Reich tedesco. Dal 1942 gli alsaziani-lorenesi vennero poi richiamati in guerra.

### Ritorno alla Francia (dal 1945)
Terminata la seconda guerra mondiale la regione fu restituita alla Francia, che nei decenni successivi mise in atto una politica di assimilazione. In questo modo i dialetti alsaziani finirono col regredire così fortemente che la maggioranza dei giovani alsaziani (quelli nati all'incirca dopo il 1970) non è più in grado di parlarli. Dal 1972 vennero però istituiti i parlamenti regionali in Alsazia e Lorena.

## Popolazione del Reichsland
Popolazione dell'Alsazia-Lorena al censimento del 1900, la popolazione del Reichsland era a maggioranza germanofona e cattolica.
Lingua materna:
- tedesco: 1 492 347 (86,8 %);
- tedesco e altre lingue germaniche: 7 485 (0,4 %);
- francese: 198 318 (11,5 %);
- italiano: 18 750 (1,1 %);
- polacco: 1 410 (0,1 %).

Religione:
- cattolici: 1 310 450 (76,21 %);
- protestanti: 372 078 (21,64 %);
- altre confessioni cristiane: 4 416 (0,26 %);

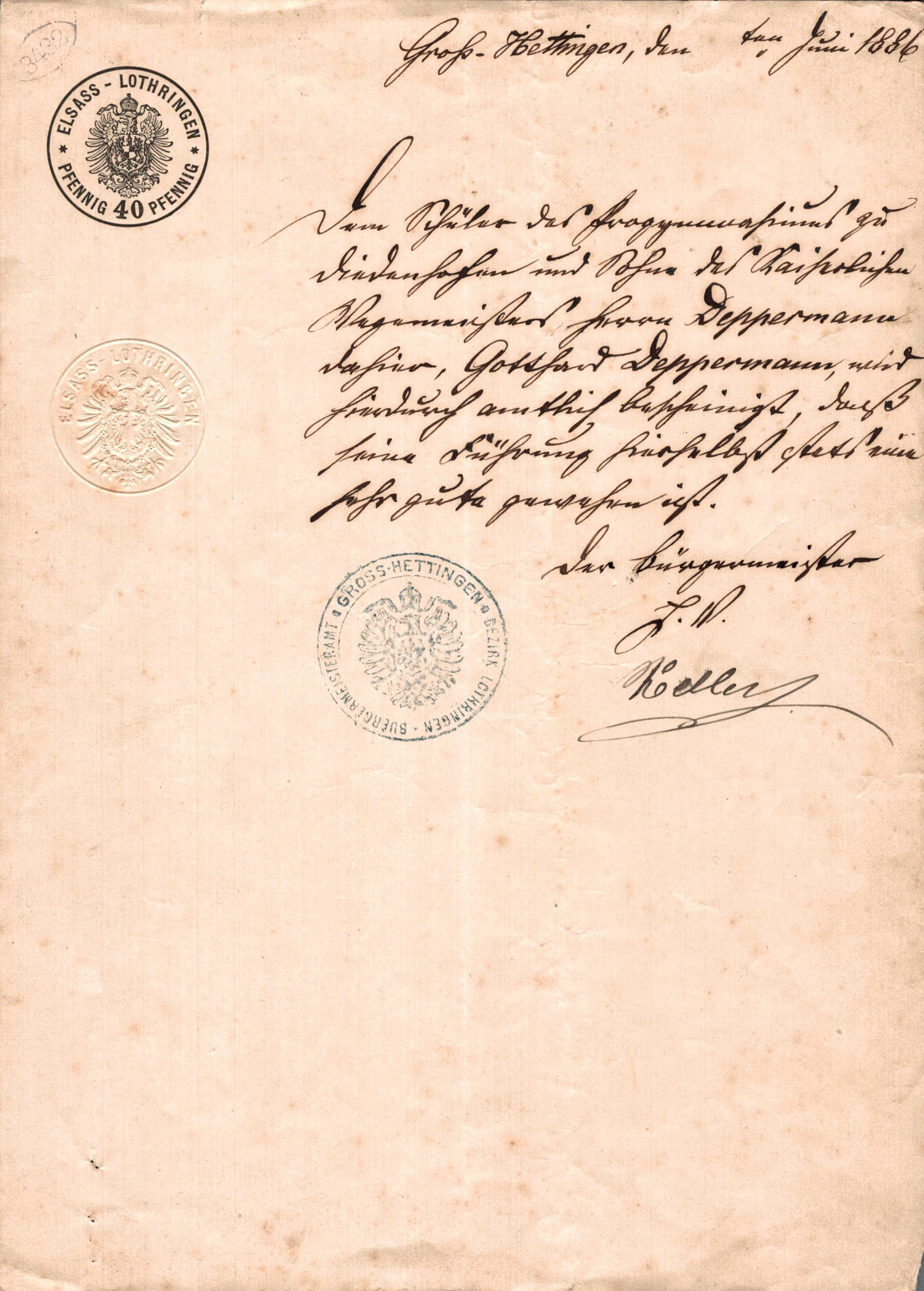
Certificato di buona condotta del 1886 per uno scolaro, rilasciato su carta bollata con timbro a secco del „Reichsland“ Alsazia-Lorena

- ebrei: 32 264 (1,88 %);
- senza confessione: 262 (0,02 %).

## OberpräsidenteneReichsstatthalter1871–1918
| Oberpräsident des Reichslandes Elsaß-Lothringen     |                                             |                |              |
| Numero                                              | Nome                                        | Inizio mandato | Fine mandato |
| 1°                                                  | Eduard von Möller                           | 1871           | 1879         |
| Reichsstatthalter des Reichslandes Elsaß-Lothringen |                                             |                |              |
| Numero                                              | Nome                                        | Inizio mandato | Fine mandato |
| 1°                                                  | Edwin von Manteuffel                        | 1879           | 1885         |
| 2°                                                  | Chlodwig Fürst zu Hohenlohe-Schillingsfürst | 1885           | 1894         |
| 3°                                                  | Hermann Fürst zu Hohenlohe-Langenburg       | 1894           | 1907         |
| 4°                                                  | Karl Graf von Wedel                         | 1907           | 1914         |
| 5°                                                  | Nikolaus Michael Louis Hans von Dallwitz    | 1914           | 1918         |
| 6°                                                  | Rudolf Schwander                            | 1918           | 1918         |